# Лолапалуза
Лолапалуза (Lollapalooza) е ежегоден музикален фестивал, в който се представят популярни алтернативен рок, хевиметъл, пънк рок и хип-хоп състави, танцови и комедийни спектакли и изложения за занаяти. Освен това той е предоставял трибуна на нестопански и политически организации.
Идеята и основаването принадлежат на певеца на Джейнс Адикшън, Пери Феръл, който го е замислял като прощално турне за групата си. Фестивалът е активен до 1997 година, и е възроден през 2003 г. От началото си до 1997, както и след възраждането му през 2003, фестивалът изнася турнета из Северна Америка. През 2004 г. организаторите на фестивала решават да разширят интензивността до два дена за всеки град, но ниските билетни продажби водят до отмяна на турнето от 2004 година. През 2005 г. Феръл и агенция Уилям Морис правят партньорство с Кепитъл Спортс Ентъртейнмънт (с централа в Остин, Тексас) и го преобразуват в настоящия формат, локален фестивал през уикенда в Грант Парк, парк в Чикаго, САЩ. През 2010 г. е обявено, че Лолапалуза ще дебютира в чужбина, като клон на фестивала се разполага в Сантяго, Чили, на 2 – 3 април 2011 г., където техен партньор е сантягоската компания Лотус. През 2011 г. компанията Джио Ивентс потвърждава бразилската версия на събитието, което се провежда в клуб Джокей в Сао Пауло, Бразилия, на 7 и 8 април 2012 година.
Музикалният фестивал се наблюдава от над 160 000 души в тридневен период. На Лолапалуза се представят разнородни групи, и той помага за популяризирането на творци като Ролинс Бенд, Найн Инч Нейлс, Джейнс Адикшън, Смашинг Пъмпкинс, Мюз, Бейбс Ин Тойленд, Бийсти Бойс, Колдплей, Стоун Темпъл Пайлътс, Депеш Мод, Фу Файтърс, Ред Хот Чили Пепърс, Министри, Пърл Джем, Кюр, Ъф Монстърс Енд Мен, Праймъс, Килърс, Нешънъл, Рейдж Ъгейнст Дъ Мъшийн, Аркейд Файър, Франц Фердинанд, Екс Джъпен, Одиослейв, Саундгардън, Сиукси Енд Беншийс, Кейдж Дъ Елефънт, Алис Ин Чейнс, Бьорк, Ем Джи Ем Ти, Тул, Блек Кийс, Дедмаус, Хоул, Боди Каунт, Айс Ти, Куийнс Ъф Дъ Стоун Ейдж, Дръмс, Строукс, Арктик Мънкис, Келвин Херис, Дънюноуту, Фишбоун, Лейди Гага и Бътхоул Сърфърс.